# المطرد
المطرد هي قرية ليبية تقع علي الساحل الليبي وهي غرب مدينة الزاوية، وشرق مدينة صرمان.
تعتبر المدينة إحدى الوجهات السياحية في البلاد لما تملكه من مصيف وكورنيش مطليّن على البحر الأبيض المتوسط.
وكانت المدينة فيما سبق مقرا لكتيبة الكُفرة التي ساهمت بشكل كبير في الثورة الليبية 2011 وما بعدها.
يوجد بالمدينة نادي الإنتفاضة الرياضي الثقافي الإجتماعي 1977.

## تاريخ
كانت مدينة المطرد تحت سيطرة الإيطاليين قبل استقلال ليبيا سنة 1951 م وعودة الإيطاليين الي بلادهم هي مدينة صغيرة لكن موقعها ممتاز على البحر المتوسط وتقع على الطريق الساحلي والحركة العامة ليبيا تحتوي المدينة على مصيف.